# Лауренбург (замок, Рейнланд-Пфальц)
Лауренбург (нем. Burg Laurenburg) — средневековый замок долине реки Лан над городом Лауренбург в районе Рейн-Лан в земле Рейнланд-Пфальц, Германия. По преданию, родовая вотчина представителей древнего рода дом Нассау.

## Местоположение
Замок Лауренбург находится на высоте 178,9  метров над уровнем моря. Главное сооружение, высокая каменная башня, находится на горе, возвышаясь над городом Лауренбург между долинами реки Лан на юге и Вазельбах на западе. 

## История

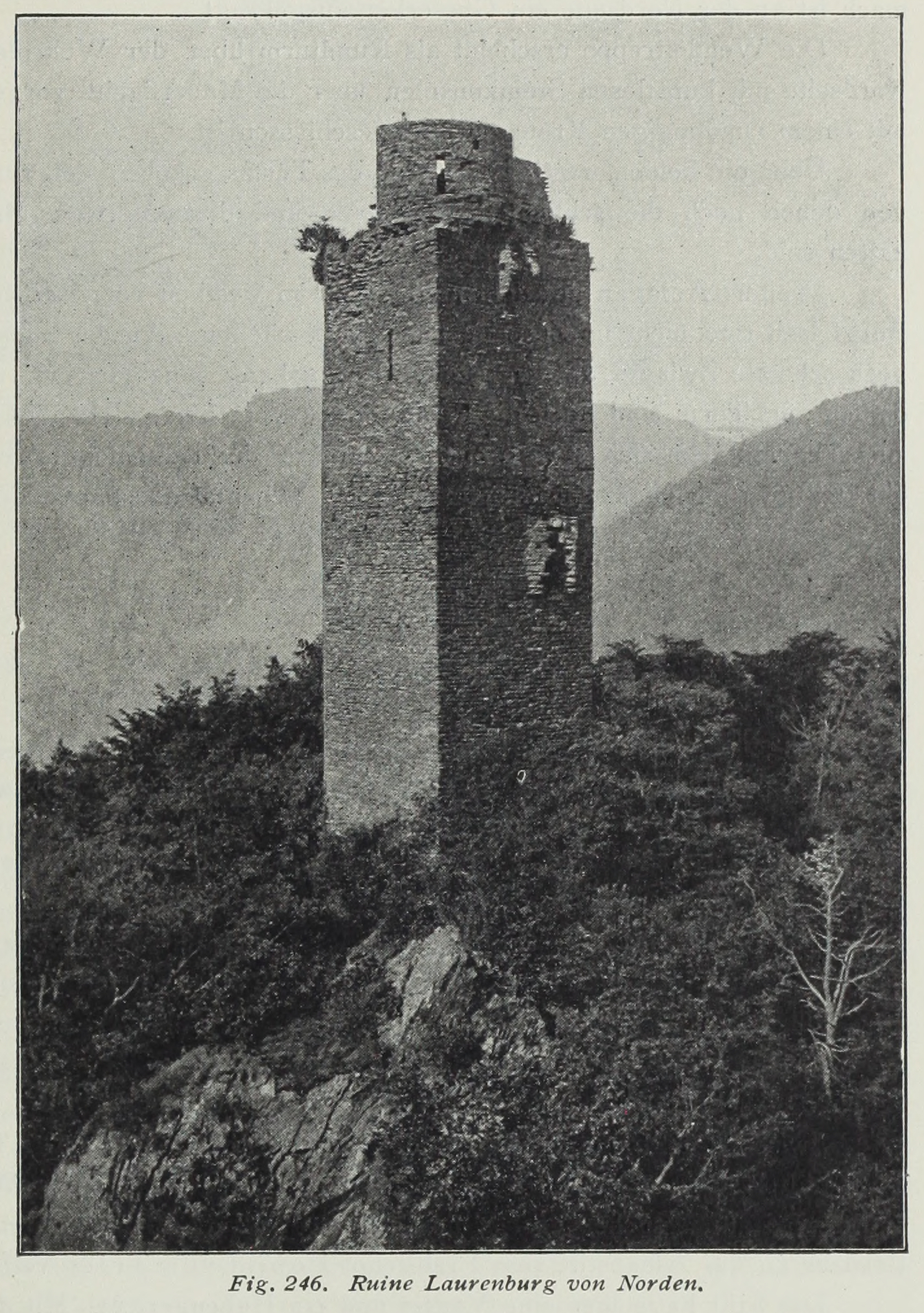
Фотография башни, сделанная в 1907 году

Комплекс построен около 1090 года. Вероятно — это один самых ранних каменных горных замков. Первое документальное упоминание о замке встречается в документах 1093 года. Владельцами были графы Дудо фон Лауренбург, первый известный представитель Дома Нассау, и его отец Рупрехт. Вероятно, ранее семья проживала в Липпорне. Всего несколько десятилетий спустя, в XII веке, графы переехали в Нассау, откуда в итоге и возникла родовая фамилия фон Нассау.
Замок Лауренбург не раз менял владельцев. К тому моменту, когда его в 1643 году купил Петер Меландер фон Хольцаппель, барон из Нидерхадамара, укрепления пребывали в плачевном состоянии. Новый собственник восстановил только бергфрид замка. Остальные здание так и остались в руинах. Дворцовый комплекс Лауренбург был построен на берегу реки Лан в 1800 году.

## Текущее использование
В настоящее время замок находится в частной собственности. Однако туда открыт доступ для посетителей. По специальной лестнице можно подняться на верхнюю площадку башни, откуда открывается живописный вид на город Лоренбург и долину реки Лан.
Внутри в Рыцарском зале расположен небольшой военный музей. По договорённости с владельцами замка здесь можно организовать свадебную церемонию или какое-либо мероприятие. 

## Описание замка
Сохранившееся четырёхэтажное здание имеет высоту 22 метра. Время постройки относят к XII или XIII векам. С западной стороны деревянная лестница ведёт к входу, который расположен достаточно высок над землей. Сразу к главного входа находится Рыцарский зал замка. По ещё одной деревянной лестнице можно добраться до верхнего этажа, а оттуда по винтовой лестнице на смотровую площадку на плоской крыше башни.
В прежние времена башня была окружена каменной кольцевой стеной и рвом.

## Галерея

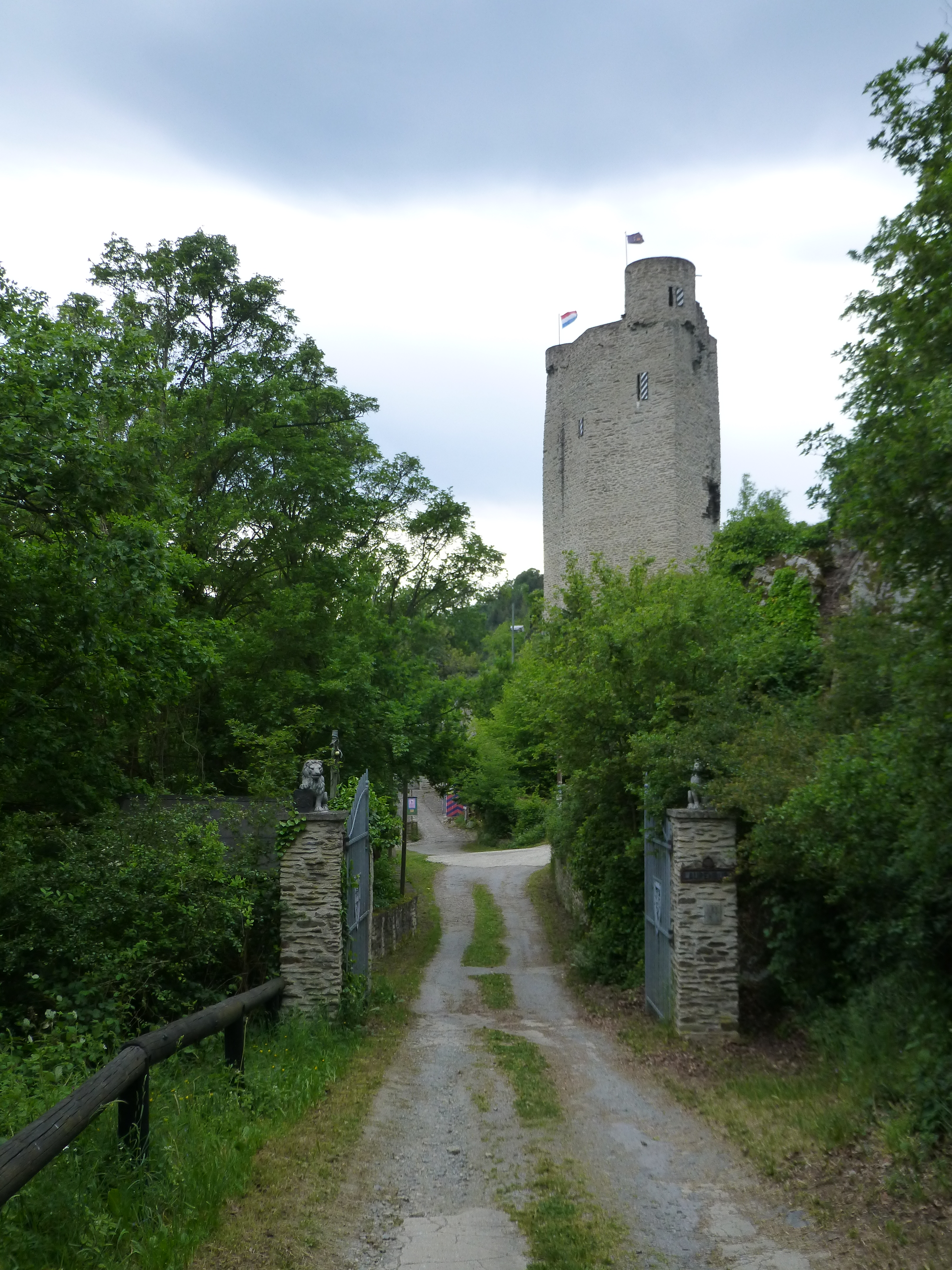
Ворота ведущие к замку
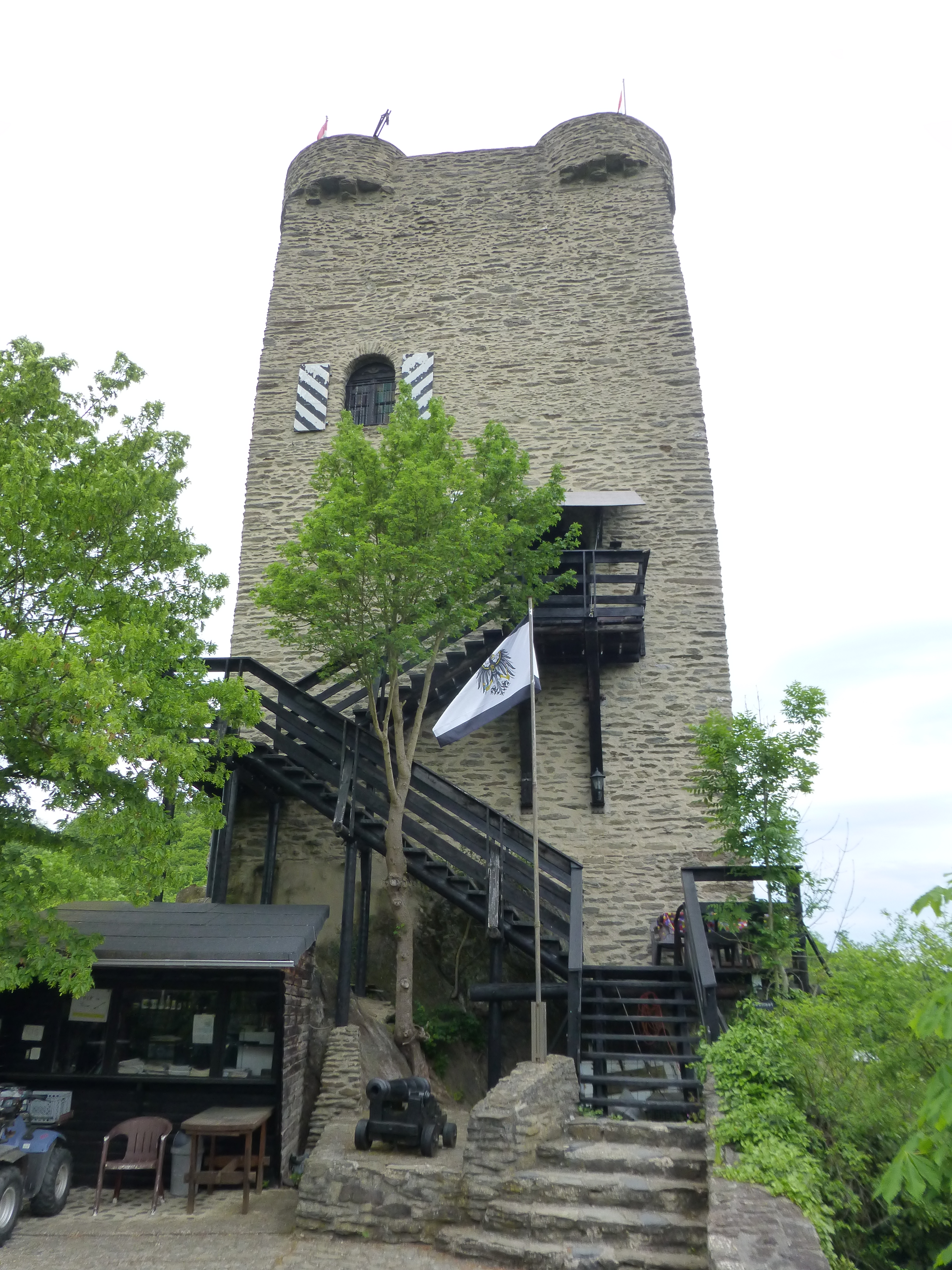
Деревянные лестницы для подъёма в замок
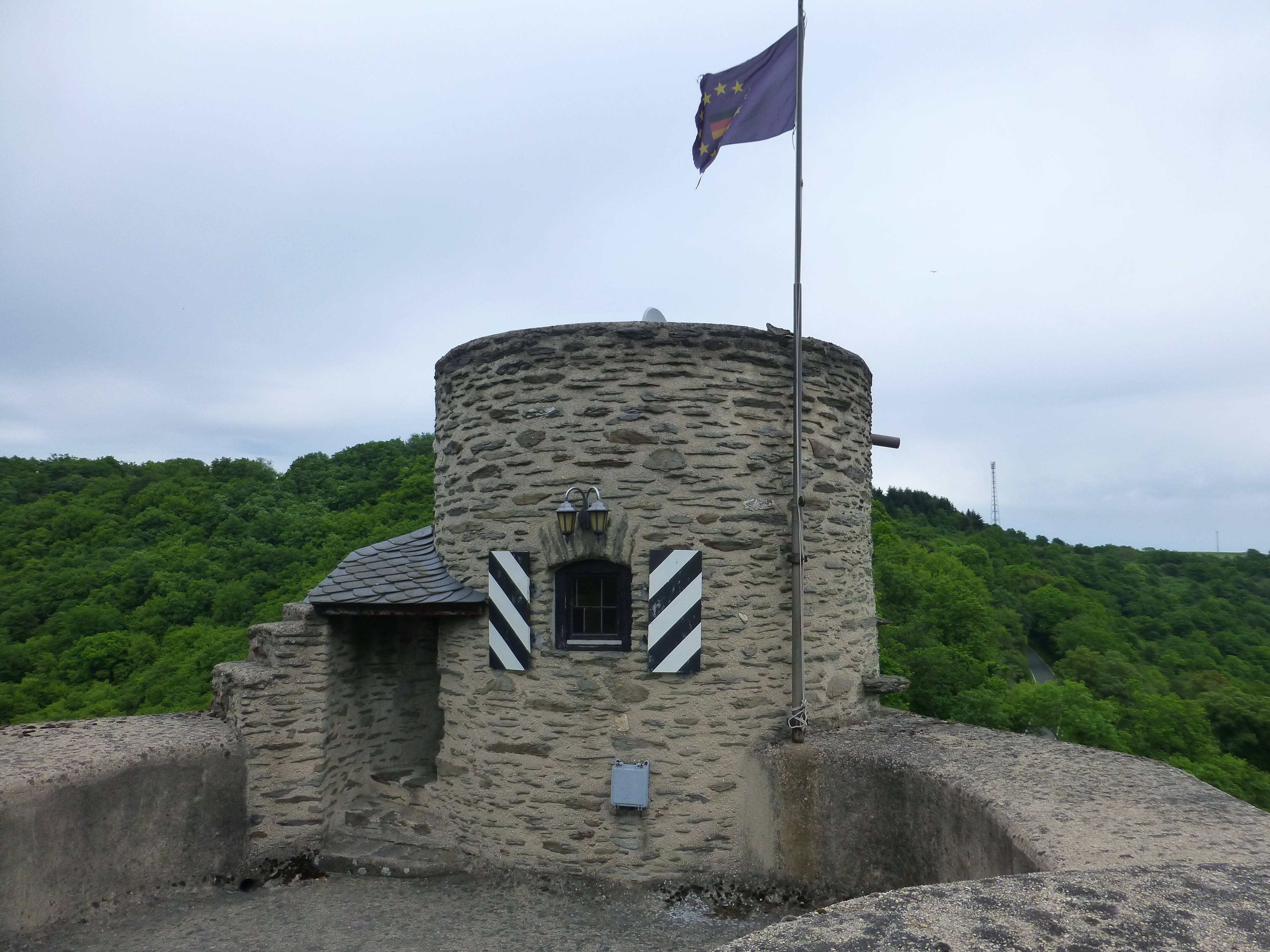
Смотровая площадка на вершине башни
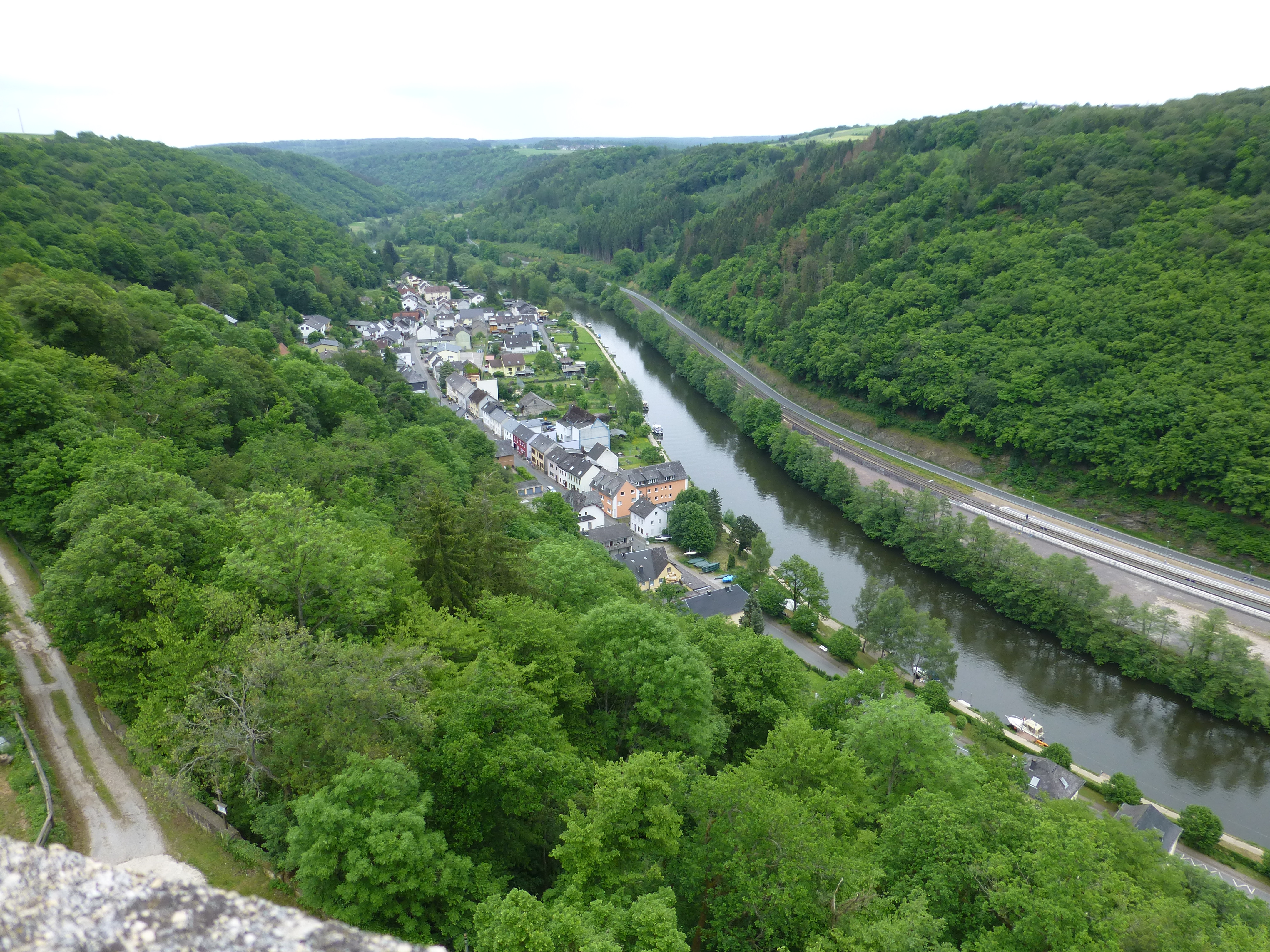
Вид на долину реки Лан и город Лауэнбург